# HD 208487 b
HD 208487 b és un planeta extrasolar situat aproximadament a 144 anys llum en la constel·lació de la Grua, orbitant l'estrella HD 208487. Aquest planeta té una massa mínima prop a la meitat de la de Júpiter i el més probable és que sigui un gegant gasós. El planeta orbita l'estrella en una petita òrbita excèntrica. Una revolució triga 130 dies a completar-se. Aquest planeta va ser descobert el 16 de setembre del 2004 per Tinney, Butler i Marcy et al. fent servir la tècnica de l'espectroscopia Doppler per mesurar els canvis de la velocitat radial de l'estrella degudes al planeta.